# Giacomo Dalla Torre del Tempio di Sanguinetto
Fra' Giacomo Dalla Torre del Tempio di Sanguinetto (Roma, 9 dicembre 1944 – Roma, 29 aprile 2020) è stato un archeologo e religioso italiano, 80º Principe e Gran Maestro del Sovrano Militare Ordine di Malta dal 2 maggio 2018 al 29 aprile 2020.

## Famiglia e vita personale
Giacomo Dalla Torre del Tempio di Sanguinetto nacque a Roma il 9 dicembre 1944 in una nobile famiglia comitale originaria di Treviso e fortemente legata alla Santa Sede. Suo padre – Paolo Dalla Torre, III conte di Sanguinetto – era uno storico dell'arte e fu direttore generale dei Musei Vaticani dal 1961 al 1975. Sua madre era Antonietta Pulvirenti De Grazia. Il fratello – Giuseppe – era un giurista e fu presidente del Tribunale di prima istanza della Città del Vaticano e governatore generale dell'Ordine equestre del Santo Sepolcro di Gerusalemme. Suo nonno – Giuseppe Dalla Torre – era un giornalista e diresse il quotidiano L'Osservatore Romano dal 1920 al 1960. Era amico personale di papa Benedetto XVI che, quando era ancora cardinale e si assentava da Roma, gli affidava la cura dei suoi gatti.
Dalla Torre studiò archeologia cristiana e storia dell'arte all'Università degli Studi di Roma "La Sapienza". Fu docente di greco classico presso la Pontificia università urbaniana e capo bibliotecario e archivista della stessa. Pubblicò diversi scritti accademici sulla storia dell'arte medievale ed era un esperto nel campo. Era anche un appassionato di musica, in particolare dell'opera italiana. La sua conoscenza della musica venne definita da The Times of Malta come "prodigiosa".

## Ordine di Malta

### Cavaliere
Nel 1985 Dalla Torre divenne Cavaliere d'Onore e Devozione del Sovrano Militare Ordine di Malta e otto anni dopo, nel 1993, pronunciò i voti solenni di povertà, castità e obbedienza come Cavaliere di Giustizia. Così facendo, entrò a fare parte di un gruppo selezionato di circa 60 cavalieri professi, su un totale di 13.500 cavalieri e dame, e salì rapidamente attraverso i ranghi dei posti riservati a questi cavalieri. Nel 1994 fu eletto Gran Priore di Lombardia e Venezia, ufficio che ricoprì fino al 1999. Dal 1999 al 2004 fu membro del Sovrano Consiglio. Il Capitolo Generale del 2004 lo elesse alla carica di Gran Commendatore.
Il 7 febbraio 2008, alla morte del Gran Maestro Andrew Bertie, assunse la guida dell'Ordine come luogotenente interinale. Come "più importante membro italiano" dell'Ordine, era considerato il candidato principale per succedere a Bertie. Tuttavia, il Consiglio Compìto di Stato l'11 marzo successivo elesse l'inglese fra' Matthew Festing.
Dalla Torre il 24 gennaio 2009 fu eletto Gran Priore di Roma. Il 12 febbraio 2015 venne rieletto. Ricoprì tale carica fino a quando non fu eletto Luogotenente di Gran Maestro dell'Ordine il 29 aprile 2017 a seguito delle dimissioni di fra' Matthew Festing da Gran Maestro tre mesi prima. Prima dell'elezione del successore di Festing, Dalla Torre era uno dei pochi candidati che avevano le qualifiche tecniche per la carica ed era considerato il primo favorito. Nel dicembre del 2017, il Gran Commendatore fra' Ludwig Hoffmann-Rumerstein, agendo di propria iniziativa in quello che sembra sia stato un tentativo di bloccare l'elezione di Dalla Torre, chiese a papa Francesco di abolire il requisito che il Gran Maestro debba essere di stirpe nobile ampliando così il numero degli aventi diritto candidati. Papa Francesco respinse i suoi suggerimenti e il 2 maggio 2018 Dalla Torre fu eletto Gran Maestro.

### Gran Maestro
Il Consiglio Compìto di Stato che elesse Dalla Torre era composto da cinquantasette membri scelti per prendere parte alle votazione. Tra loro vi erano due donne, segnando la prima volta nella storia dell'Ordine che i membri femminili parteciparono alla selezione di una nuova guida. Come Gran Maestro il suo titolo completo era quello di "Sua Altezza Eminentissima Fra' Giacomo dalla Torre del Tempio di Sanguinetto, Principe e Grande Maestro del Sovrano Militare Ordine Ospedaliero di San Giovanni di Gerusalemme, di Rodi e di Malta, Umile Guardiano dei Poveri di Gesù Cristo". Prestò giuramento il 3 maggio presso la chiesa di Santa Maria del Priorato, alla presenza del Consiglio Compìto di Stato.
Come persona molto vicina alla Santa Sede, Dalla Torre cercò di riparare rapidamente i rapporti dell'Ordine con la Santa Sede, secondo l'Associated Press. Questi erano stati danneggiati dopo il pontefice aveva chiesto a fra' Matthew Festing di dimettersi. Il papa era anche intervenuto per reintegrare il Gran Cancelliere, Albrecht von Boeselager, che Festing aveva licenziato dall'Ordine dopo che l'ala di beneficenza dell'Ordine, sotto la supervisione di Boeselager, era stata involontariamente implicata nella distribuzione di preservativi in Myanmar. Sotto la guida di Dalla Torre, il blocco conservatore dell'Ordine venne "allentato" a favore del gruppo riformista e furono avviati cambiamenti istituzionali. Ciò portò il Daily Telegraph a descriverlo come "totalmente nelle mani" dell'associazione tedesca dell'Ordine nota per il suo progressismo.
Il 10 giugno 2019 Dalla Torre con una lettera informò l'Ordine che tutte le sue celebrazioni liturgiche ufficiali dovrebbero utilizzare la forma del Rito Romano adottata dopo il Concilio Vaticano II, non quella del 1962 (nota anche come "messa tridentina"). Queste celebrazioni includono le investiture dell'Ordine, le messe celebrate durante i pellegrinaggi, le messe commemorative e le feste e solennità. Evidenziò come l'articolo 3 dell'allora vigente Summorum Pontificum (il motu proprio emanato da papa Benedetto XVI nel 2007 sull'uso della messa tridentina) affidava al Superiore Maggiore di istituti religiosi l'autorità di decidere quale forma della messa debba essere usata. La missiva chiarì che questa direttiva non comprendeva – né mirava a invadere – le "preferenze personali" dei membri nella loro vita quotidiana al di fuori dell'Ordine. L'addetta alle relazioni pubbliche diplomatiche e stampa dell'Ordine Marianna Balfour, sottolineò che la lettera della Dalla Torre era semplicemente una riaffermazione dei principi esistenti, non la creazione di nuove linee guida ed era "volta solo a promuovere l'unità nell'Ordine".
Durante il suo incarico di Gran Maestro, Dalla Torre effettuò visite di stato in paesi come Benin (gennaio 2019), Slovenia (giugno 2019), Camerun (luglio 2019), Germania (ottobre 2019) e Bulgaria (dicembre 2019). In ciascuna di quelle occasioni, incontrò le più alte autorità e visitò le strutture sanitarie gestite dall'Ordine, intrattenendosi con il personale e i pazienti. Nel settembre del 2019 espresse il suo interesse a visitare la Russia qualora gliene fosse data l'opportunità dal Gran Cancelliere, viste le relazioni storiche dell'Ordine con il Paese. Infatti lo zar Paolo I di Russia fu il suo predecessore, in qualità di 72º Gran Maestro de facto dal 1799 al 1801.
Dalla Torre era anche personalmente coinvolto in molte delle opere caritative dell'Ordine a favore dei malati e dei poveri. Ogni settimana serviva cibo ai senzatetto alle stazioni ferroviarie romane Termini e Tiburtina. Partecipò anche ai pellegrinaggi dell'Ordine a Lourdes, Loreto e Assisi, nonché ai campi estivi internazionali per giovani diversamente abili.
Nella sua ultima azione ufficiale da Gran Maestro, il 2 aprile 2020 Dalla Torre si incontrò con il Sovrano Consiglio. Convennero di convocare un Capitolo Generale straordinario nel novembre dello stesso anno per approvare la riforma della Costituzione risalente al 1961. Il 28 aprile, suo ultimo giorno di vita, Dalla Torre inviò una lettera a tale effetto.

## Morte e funerale
Morì a Roma poco dopo la mezzanotte del 29 aprile 2020 all'età di 75 anni. La sua morte non fu correlata al COVID-19. Da diversi mesi era in cura per un cancro alla gola. Papa Francesco lo elogiò come "uomo zelante di cultura e di fede" che incarnava "uno spirito di servizio per il bene della Chiesa [e] di dedizione ai più sofferenti". Anche il ministro degli affari europei ed esteri di Malta Evarist Bartolo espresse le sue condoglianze a nome del governo di Malta. Le esequie si tennero il 5 maggio alle ore 11 nella chiesa di Santa Maria del Priorato e furono presiedute dal cardinale Giovanni Angelo Becciu. Fu sepolto nella cripta dello stesso edificio accanto a due suoi predecessori, Angelo de Mojana di Cologna e Andrew Bertie. Sebbene l'elezione di una nuova guida debba avvenire di solito entro tre mesi dalla morte o dalle dimissioni di un Gran Maestro, l'Ordine confermò che l'elezione sarebbe stata probabilmente ritardata a causa della pandemia di COVID-19. Il Gran Commendatore Ruy Gonçalo do Valle Peixoto de Villas Boas assunse la guida come luogotenente interinale.

## Opere
- Giacomo Dalla Torre, Una scena rara e controversa della scultura paleocristiana, in Bollettino dei musei comunali di Roma / Associazione Amici dei Musei di Roma, n. 19, 1972,  pp. 22-26.
- Giacomo Dalla Torre, La biblioteca e l'archivio di 'Propaganda fide': prospettive di ricerca, in Gabriella Zarri (a cura di), Ordini religiosi, santità e culti: prospettive di ricerca tra Europa e America Latina: atti del Seminario di Roma, 21–22 giugno 2001, Galatina, Congedo, 2003,  pp. 153-191, ISBN 9788880864899.
- Giacomo e Giuseppe Dalla Torre, Frammenti di storia familiare, Roma, Aracne, 2012,  p. 45.
- Giacomo Dalla Torre, La storia di Malta nei manoscritti della Biblioteca Apostolica Vaticana, in Settentrione, n. 18, 2006,  pp. 97-101.